# Fontaine Sainte-Eulalie
La fontaine Sainte-Eulalie (en catalan : Font de Santa Eulàlia) est une fontaine historique de Barcelone, dans le quartier d'El Raval dans le district central de Ciutat Vella. Créée en 1673, elle est considérée comme le monument public le plus ancien de la ville. Cette fontaine est inscrite comme bien culturel d'intérêt local (BCIL) dans le Recensement du patrimoine culturel catalan.

## Histoire et description

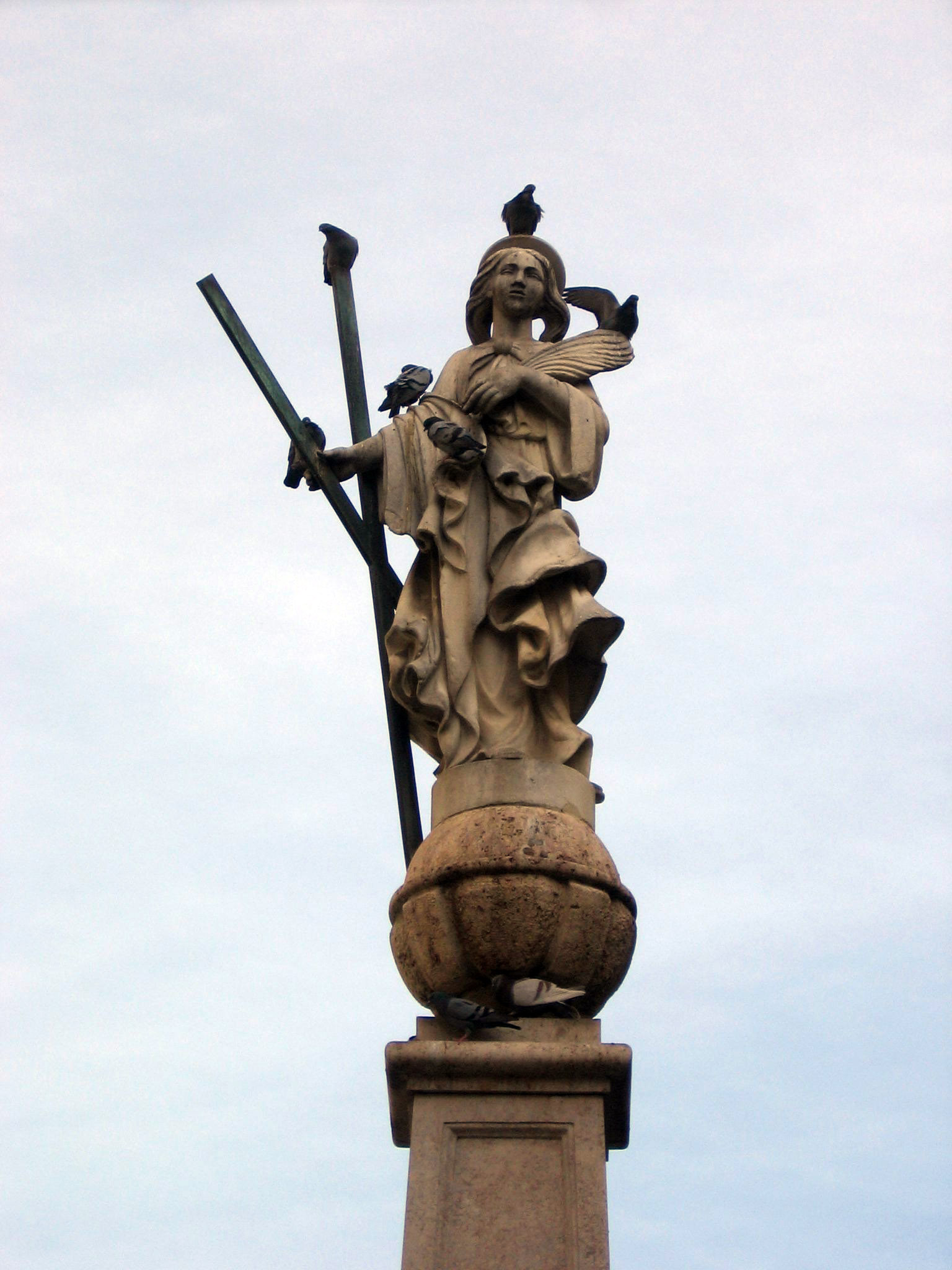
Figure de la sainte.

L'idée d'ériger un monument à sainte Eulalie, patronne de la ville de Barcelone - à qui est consacrée la cathédrale - a surgi au XVIIe siècle. En 1616 a été élevé un obélisque consacré à la sainte sur la place du Blat - actuelle place de l'Ange -, oeuvre de Rafael Plansó.
Plus tard l'initiative a émergé d'un nouveau monument montrant la figure la sainte, et la place du Pedró, dans le quartier du Raval, a été choisi. Une ancienne légende relatait qu'en ce lieu la sainte avait été crucifiée nue. Ainsi donc, en 1670 le Conseil des Cent a décidé de la construction du monument. La première pierre a été posée le 14 septembre 1672. Finalement, l'oeuvre, qui consistait en un obélisque de forme pyramidale, a été couronnée par une image de la sainte, une oeuvre en bois de Josep Darder. Le monument a été inauguré le 29 novembre 1673. Par sa date de construction il passe pour le monument public le plus ancien de la ville resté à son emplacement original,.
Le monument a été détruit le 19 juillet 1936, au début de la Guerre civile. Il est seulement resté la base, qui servait de fontaine. La tête de la sainte a été récupérée par quelques voisins, qui l'ont gardé pendant les évènements ; elle est actuellement  conservée au musée d'Histoire de Barcelone. En 1951, le monument a été reconstruit avec une nouvelle figure, œuvre de Frederic Marès. En 1982 l'ensemble a été remis au milieu de la place, à son emplacement original. L'oeuvre a été restaurée en 1997 par Marta Polo.

## Source
- (es) Cet article est partiellement ou en totalité issu de l’article de Wikipédia en espagnol intitulé « Fuente de Santa Eulalia » (voir la liste des auteurs).